# Petar Vukičević
Petar Vukičević, född 7 augusti 1956 i Belgrad, är en serbisk före detta häcklöpare som sprang för Jugoslavien. Hans personliga rekord på 110 meter häck är 13,87 och sattes 1984. Han blev jugoslavisk mästare fem gånger. Han representerade Jugoslavien under OS i Moskva 1980 där han var semifinalist.
Petar Vukicevic dömdes i augusti 2015 till fyra månaders fängelse för skattebrott och brott mot redovisningslagstiftningen, då han undvikit att redovisa en inkomst i sin egen firma under åren 2010–2013 på drygt 1,6 miljoner kronor.
Petar Vukičević var gift med norsk/serbiska Turid Ljiljana Syftestad (1987–2003) och flyttade till Lørenskog i Norge 1987 där han började som friidrottstränare. Parets två barn, Christina Vukičević Demidov och Vladimir Vukičević, är båda norska rekordhållare i häcklöpning. De har båda blivit tränade av Petar Vukičević, som också tränat bland andra Monica Grefstad, Gaute Melby Gundersen och Lena Solli Reimann. Han tränade också Kamilla Brandt till ett norskt mästerskapsguld 2003. De gifte sig senare.